# Campanularia breviscyphia
Campanularia breviscyphia is een hydroïdpoliep uit de familie Campanulariidae. De poliep komt uit het geslacht Campanularia. Campanularia breviscyphia werd in 1857 voor het eerst wetenschappelijk beschreven door Sars. 